# إحصار القلب الخلقي
يُشخص إحصار القلب الخلقي (CHB) لدى الأجنة داخل الرحم أو لدى الأطفال خلال فترة حديثي الولادة (28 يوم بعد الولادة)، وقد يُشخص أثناء الطفولة المبكرة تبعًا لبعض الدراسات. يعرف إحصار القلب الخلقي على أنه اضطراب في نظام التوصيل الكهربائي داخل عضلة القلب، ويؤدي إلى فشل ضخ الدم إلى الشريان الأبهري والجذع الرئوي. يتظاهر المرض على شكل إحصار أذيني بطيني من الدرجة الأولى أو الثانية أو الثالثة، لا تنتقل الإشارات الكهربائية من الأذينتين إلى البطينين في الحصار من الدرجة الثالثة ويسمى حصار القلب التام (حصار العقدة الأذينية البطينية).
يعتبر إحصار القلب الخلقي من الأمراض النادرة، ويصيب حوالي طفل واحد من كل 15000 إلى 20000 ولادة. يصل معدل الوفيات إلى 85% في بعض الحالات الشديدة، ما يزيد من أهمية التشخيص والتدخل المبكرين. قد يتظاهر إحصار القلب لدى بعض الأجنة بشكل منعزل، ولكنه غالبًا ما يترافق مع أمراض أخرى لدى الأم أو الجنين، يؤدي ذلك إلى تنوع الأعراض واختلافها بين المرضى. يعتبر بطء معدل ضربات القلب العرض الرئيسي والمشخص للمرض. تختلف المعالجة تبعًا للأمراض المرافقة، يوصف العلاج الدوائي للأمهات الحوامل والأطفال، بينما يُلجأ إلى العلاج الجراحي في حال ترافق الإحصار مع العيوب التشريحية في بنية القلب.

## التظاهرات
تختلف أعراض إحصار القلب الخلقي باختلاف الأمراض المرافقة له والأسباب التي أدت إلى حدوثه، يؤدي ذلك إلى ظهور أعراض وميزات نوعية لكل حالة مرضية. يتظاهر حصار القلب الخلقي بشكل مبكر أثناء الحياة الجنينية وذلك من خلال ملاحظة بطء قلب الجنين داخل الرحم. يحدث الحصار على مستوى العقدة الأذينية البطينية والتي تمنع انتقال بعض الإشارات الكهربائية من العقدة الجيبية الأذينية إلى فرعي حزمة هيس الأيمن والأيسر، ما يؤدي إلى بطء معدل ضربات القلب. قد يكون الحصار الأذيني البطيني من الدرجة الأولى، وقد يتظاهر في بعض الحالات الشديدة بحصار من الدرجة الثالثة (حصار تام)، تترافق بعض حالات إحصار القلب الخلقي بظهور تغيرات متنوعة على مخطط كهربائية القلب.
يحدث حصار القلب المناعي الذاتي بسبب الأضداد الذاتية الوالدية، ويؤدي ذلك إلى ظهور تغيرات نوعية على مخطط كهربائية القلب. تهاجم الأضداد الوالدية عضلة القلب لدى الجنين وتؤدي إلى حدوث التليف (تنكس النسيج المرن الليفي للشغاف)، قد تحدث الوفاة في بعض الحالات الشديدة. تهاجم الأضداد الوالدية العضلات الحليمية أيضًا، ما يؤدي إلى اضطراب وظيفة الصمامات القلبية في بعض الحالات النادرة.

## الأسباب
يعتبر إحصار القلب المتواسط بالمناعة السبب الأكثر شيوعًا لحصار القلب الخلقي، ويحدث نتيجة انتقال الأضداد الذاتية من الأم إلى الجنين أثناء الحمل. تؤدي التشوهات البنيوية في عضلة القلب إلى اضطراب ناقلية العقدة الأذينية البطينية للإشارات الكهربائية. يصعب تحديد سبب واضح لقصور القلب الخلقي في بعض الحالات، ولوحظ ترافقه مع العدوى الفيروسية أو استخدام بعض أنواع الأدوية في حالات نادرة.

### أمراض المناعة الذاتية للأم
يحدث قصور القلب الخلقي المتواسط بالمناعة أثناء فترة الحمل، تنتقل الأضداد الذاتية بشكل منفعل عبر المشيمة. تكشف الاختبارات المصلية لدي بعض الأمهات إيجابية أضداد Ro\SSA أو أضداد La\SSB، مع غياب الأعراض السريرية أثناء فترة الحمل أو بعده، يتطور قلب الجنين بشكل طبيعي وتغيب التشوهات البنيوية في هذه الحالة. يتشابه قصور القلب المتواسط بالمناعة مع بقية أمراض المناعة الذاتية، تهاجم الأضداد أنسجة الجسم الطبيعية، يعتبر الالتهاب والتليف في أنسجة قلب الجنين وخاصة في العقدة الأذينية البطينية الشكلان الأكثر شيوعًا للأذية النسيجية. تكون الإصابة غير عكوسة في العقدة الأذينية البطينية وتؤثر بشكل سلبي على نظام التوصيل الكهربائي القلبي، يبلغ معدل الوفيات 18% تقريبًا، ويحتاج 70% من الأطفال إلى زرع ناظمة خطا قلبية بشكل مبكر بعد الولادة.

#### الأضداد الذاتية Anti-Ro\SSA
وجدت هذه الأضداد في مصل معظم الأطفال المصابين بحصار القلب المتواسط بالمناعة. تهاجم الأضداد الذاتية مستضدات Ro\SSAوترتبط مع البروتينات Ro52 وRo60، تتواجد هذه المستضدات في أنسجة قلب الجنين وتؤدي إلى أذيتها.

#### الأضداد الذاتية Anti-La\SSB
تهاجم هذه الأضداد البروتين النووي الريبي La48 الموجود على سطح الخلايا العضلية القلبية لدى الجنين، لا توجد هذه الأضداد في جميع حالات قصور القلب المتواسط بالمناعة وغالبًا ما تترافق مع الأضداد الذاتية Ro.
يملك حصار القلب المتواسط بالمناعة معدل وفيات مرتفع، لكنه يصيب 1-5% فقط من أطفال الأمهات إيجابيات الأضداد Ro\SSA وLa\SSB، ما يشير إلى وجود عوامل مرضية أخرى كالعوامل الوراثية والبيئية.

#### أضداد أخرى
اقترح وجود علاقة بين وجود الأضداد المناعية الذاتية والإصابة بحصار القلب (مثل الأضداد المرافقة للذئبة الحمامية الجهازية، والتهاب المفاصل الرثياني، والتصلب الجهازي المترقي، ومرض النسيج الضام المختلط). لم تجرى دراسات كافية حول دور هذه الأجسام المضادة بحدوث حصار القلب الخلقي.
ركزت بعض الدراسات على تحديد المستضدات النسيجية لقلب الجنين (المغايرة ل Ro/La)، ولكن لم يلاحظ أي ترابط بينها وبين الإصابة بحصار القلب الخلقي.

### تشوهات القلب الخلقية الهيكلية
إن وجود شذوذ بنيوي في القلب هو أحد العوامل الرئيسية المميزة لحصار القلب الخلقي. يؤثر وجودها على نظام التوصيل الكهربائي للقلب، ويزيد من معدل الوفيات والحاجة إلى غرس ناظم خطا. تترافق بعض الأمراض البنيوية القلبية بحدوث إحصار القلب الخلقي، وتشمل تماكب الأذين الأيسر (سواء ترافق مع عيب الحاجز الأذيني البطيني أولا)، وانقلاب موضع الشرايين الكبيرة في بعض الحالات النادرة. تؤدي هذه التشوهات إلى إعاقة نظام التوصيل الكهربائي نتيجة العيوب التشريحية في بنية القلب.

## التشخيص
تشمل حالات الحمل منخفضة الخطورة الأمهات غير المصابات بالأمراض المناعية الذاتية، بينما تشمل حالات الحمل عالية الخطورة الأمهات المصابات بمرض مناعي ذاتي محدد، والأمهات إيجابيات أضدادRo/La، أو في حال وجود حمل سابق مختلط بحصار القلب الخلقي. تختلف طريقة التشخيص بشكل واضح بين هاتين المجموعتين. تشخص معظم الحالات منخفضة الخطورة أثناء تحري صحة الجنين بالأمواج فوق الصوتية، لا تجرى الاختبارات المصلية قبل الولادة، ويكون التظاهر الأول لدى معظم الحالات هو بطء القلب الجنيني، يكتشف بطء القلب بين الأسابيع 18-30 وذلك باستخدام تخطيط صدى القلب الجنيني وتقنيات تخطيط الصدى الدوبلري.  يعتبر الدوبلر أكثر الاختبارات أهميًة في تقييم مستوى إحصار العقدة الأذينية البطينية وكشف التشوهات البنيوية القلبية المرافقة لحصار القلب الخلقي مثل تماكب الأذين الأيسر، والأذيات الصمامية، وانقلاب موضع الشرايين الكبيرة، يفيد مخطط صدى القلب في الكشف عن المضاعفات الأخرى لحصار القلب مثل استسقاء الجنين. تجرى اختبارات تشخيصية إضافية في حال غياب الاضطرابات البنيوية القلبية، وتشمل الاختبارات المصلية للأمهات الحوامل واختبار المقايسة الامتصاصية المناعية للإنزيم المرتبط 7 للكشف عن الأضداد الذاتية Ro/La. يكون التشخيص أسهل في حالات الحمل مرتفعة الخطورة ويجرى من خلال اختبارات التحري للأمهات الحوامل والمراقبة الروتينية للأجنة.

## التحري
تمتلك الأمهات إيجابيات الأضداد Ro/La خطورة منخفضة بولادة طفل مصاب بحصار قلب خلقي، ولكن يوصى بفحص جميع النساء المصابات بأمراض المناعة الذاتية وطلب الاستشارة الطبية عند اتخاذ القرار بالحمل. تزداد الخطورة في حال وجود سوابق حمل مختلط بحصار قلب خلقي، يبلغ احتمال إصابة الجنين التالي حوالي 16-18%، بينما يبلغ الخطر الإجمالي حوالي 9%، تزداد أهمية مراقبة الأم والجنين في هذه الحالات.